# Yannis Youlountas
Yannis Youlountas (en grec moderne : Γιάννης Γιουλούντας, né le 21 septembre 1970 à Martigues) est un philosophe, poète, écrivain et réalisateur franco-grec. Formateur et intervenant auprès de publics frappés d'exclusion sociale (classes relais, détenus, migrants, SDF, handicapés), créateur de dispositifs d'éducation à l'image et de philosophie pour les enfants, il est également chroniqueur dans Siné Mensuel, Le Monde libertaire, Les Zindigné(e)s et Zélium.

## Biographie
Yannis Youlountas est né à Martigues le 21 septembre 1970, d’un père ouvrier grec et d’une mère enseignante française. Il est principalement élevé dans la pédagogie Freinet, excepté de 1978 à 1980, quand son grand-père maternel, ingénieur à la retraite, devient son précepteur durant deux années de voyages et de déscolarisation. En 1984, son père subit une agression raciste sous ses yeux, sur le parking d’un supermarché des Bouches-du-Rhône. En 1991, lors de son service militaire français, il est exclu de l'EOR d'Évreux et dégradé pour insoumission. En 1992, il repart à Athènes où il vit clandestinement en situation de déserteur du service militaire grec.

### Philo
Début 1997, il crée un café philosophique à Durfort, dans le Tarn. En 1998, les cafés-philo se multiplient. En 1999, il est une cheville ouvrière du premier colloque international sur les cafés-philo puis le second l’année suivante.
Il lance le Festival Philo des champs (qui sera repris par Jean-Philippe Blanchard puis Michel Tozzi) et le Woodstock-philo, mêlant musique et philosophie, autour du lac de Saint-Ferréol.
En 2010, il développe de nouvelles formes de goûters-philo, inspirées par ses échanges avec Michel Tozzi, ainsi que des rencontres et ateliers d'écriture en milieu scolaire.

### Théâtre
En 2002, il met en scène ses Revol vers avec le collectif Tout en vrac au 25[Où ?]. Il repart en tournée, seul en scène, avec Sous la peau du volcan, théâtre et poèmes pour voir où nous en sommes. 

### Poésie
Il réveille, avec Thierry Ducuing, le Cercle des poètes tarnais. En 2000, il publie le recueil Poèmes insoumis, dédié à Léo Ferré, qui est mis en scène, en 2001, par José Lémius et l'École d'Art dramatique de Castres.
Profondément marqué par la lecture de Raoul Vaneigem, il lance des "commandos poésie" dans des supermarchés mélant distribution et collage de poèmes subversifs sur certaines marchandises (il rejoindra par la suite les Casseurs de pub et le journal La Décroissance).
En septembre 2001, paraissent les Revol vers, un premier "roman-poème" soutenu par Jean Ferrat.
Entre les deux tours de l’élection présidentielle de 2002, le poème 21 avril, soir de Pen est diffusé et chanté lors de manifestations du 1er mai, sur l’air de Nuit et brouillard de Jean Ferrat (suivi de Sonnet du soulagement).
Yannis Youlountas réécrit complètement les Poèmes ignobles cette fois préfacés par Noël Godin, illustrés par Berth et lus par Christophe Alévêque et d'autres amis à la Cave Poésie de Toulouse.
Le 21 septembre, 60 interprètes, comédiens et chanteurs organisent à partir de ses poèmes un spectacle de 4 heures sur la scène du cinéma de Revel. Il participe à la campagne contre le Traité constitutionnel européen après avoir rencontré Raoul-Marc Jennar.

### Musique
Jacques Durbec met en musique une vingtaine de ses poèmes et propose l'enregistrement d'un CD en duo, mêlant slam et chansons : Échos délivrés. Il tourne avec Jacques Durbec et le spectacle poétique et musical Un vers sur la langue mêlant slam et chansons. Il repart en tournée en 2004 avec Jacques Durbec avec un nouveau spectacle : Panne d’essence, théâtre et chansons pour arrêter tout.
Durant les manifestations contre la guerre en Irak[Laquelle ?], il diffuse une première version française d’Imagine d’après John Lennon (sous le titre Et le monde ne fera qu'un pour Jacques Durbec, qu'il transformera dix ans après en Imagine un instant pour Cyril Gontier) et un article ironique sur l'insécurité : Quand les loups hurlent au loup !.
Il rend aussi hommage à Léo Ferré pour les vingt ans de sa disparition avec une version actualisée de Et... Basta ! sous le titre 68-2013, non stop ! qu'accompagne musicalement Cyril Gontier.

### Ouvrages
En 1985, il publie ses poèmes dans la revue L’olivier. Il cofonde L'Agora 81, puis la coopérative autogérée d’édition La gouttière. Parait la BD La philo ça sert à quoi ? avec le feutre de Patrick Chérais puis Comprendre le phénomène café-philo, préfacé par Edgar Morin et dédié à Marc Sautet (avec Gunter Gorhan et Michel Tozzi). En 2003, paraissent Philosopher au café (avec Eugène Calschi, Michel Tozzi et Gunter Gorhan), Le voyage des mots, et Rebellion and revolt (anthologie trilingue : français-grec-anglais).
À l'occasion de la réédition augmentée de Revol vers, il refuse certains honneurs et prix.
En 2004, paraissent le recueil érotique Paillardises et son second roman-poème Douze nuits au sérail. En 2005, parait la première mouture des Poèmes ignobles, contre une poésie de l’ennui et de la bienséance, suivie d'une deuxième BD La poésie, ça sert à quoi ? (avec Patrick Chérais) et de trois essais : Critique de la démoscopie (sur la démocratie représentative), La mort des poètes (sur la création, d'après Léo Ferré) et Pour une poésophie (sur les rapports entre métaphore et concept, avec Gunter Gorhan).
Son ami photographe Vincent Lucas rassemble certains de ses aphorismes et les illustre dans le livre Qu’est-ce que l’homme ?. Au lendemain du premier tour de 2007, il retourne à l’écriture et fait paraître Odyssées. Un roman sur la jeunesse grecque paraît en septembre 2008 qui préfigure les émeutes en Grèce de décembre : Les Lèvres d’Athènes.
Il publie Derrière les mots aux Éditions Libertaires, sous la forme d'un abécédaire subversif illustré par Siné et dédié à Raoul Vaneigem. En 2012, il rassemble les graffitis de la résistance grecque dans le livre Paroles de murs athéniens aux Éditions Libertaires, témoignage de trois années de reportages aux côtés des indignés et émeutiers Grecs. Il signe les textes de Exarcheia la noire, avec des photos de Maud Youlountas, et la participation de Dimitris Papachristos, voix de l'Université polytechnique nationale d'Athènes lors de la chute de la dictature des Colonels.

### Politique
Il participe aux premiers fauchages de maïs transgéniques, avec des compagnons de la Confédération paysanne dont José Bové, expérience qu'il raconte dans le poème "Fertile arrachage", au sein du recueil collectif "Vers natures". Profondément marqué par la lecture de Raoul Vaneigem, il lance des "commandos poésie" dans des supermarchés mêlant distribution et collage de poèmes subversifs sur certaines marchandises (il rejoindra par la suite les Casseurs de pub et le journal La Décroissance). Il coordonne des actions anti McDonalds à Revel (mais le géant du fast-food s'installera finalement dans la bastide dix ans après y avoir renoncé). Il participe au Groupe Léo Ferré-Montagne Noire.
En novembre 2006, il relance la candidature de José Bové à l'élection présidentielle 2007 avec la création et l’animation d’un réseau de citoyens méfiants à l’égard des partis (les Électrons Libres). En janvier 2007, il tente une pétition en faveur de la candidature de José Bové avec les Élections Libres et le soutien de Michel Onfray, Ridan, Anémone, Gustave Parking, Raoul Marc Jennar, Siné, Magyd Cherfi et Jean Ferrat, qui obtient plus de 40 000 signatures en trois semaines. Il organise des réunions sur le Larzac puis dans le Gard avec José Bové qui annonce finalement sa candidature le premier février à Saint-Denis. Il devient l'un de ses porte-parole, mais renonce très vite à intervenir dans les médias pour privilégier les rencontres sur le terrain des luttes et les meetings. Il écrit plusieurs tribunes, notamment avec Michel Onfray et Raoul-Marc Jennar, dans Le Monde et avec Michel Onfray dans Politis, pour suggérer une campagne subversive et atypique, et rappelle la "candidature bazar" de Coluche en 1981 comme "moyen de troubler la quiétude des notables". Il participe au livre Un autre monde est en marche ! avec José Bové, Raoul-Marc Jennar… Mais devant la dérive d'une campagne qu'il qualifie de "conformiste", il multiplie les divergences de points de vue avec le conseiller de l'ombre de José Bové : le publicitaire Denis Pingaud. Avec l’appui des Électrons Libres réunis au comité de campagne de Ménilmontant, il annonce le risque d'un mauvais score et en expose les motifs, puis donne sa démission à José Bové qui la refuse le 16 mars à Montreuil. Il continue finalement à mener campagne jusqu’au dernier grand meeting à Toulouse qu'il anime avec Magyd Cherfi. En 2008, aux élections municipales, il participe à la jeune liste d’opposition en proposant un projet de municipalisme libertaire instaurant la démocratie directe et des assemblées communales paritaires, à Durfort, qui atteint 44,3 % des voix. En 2009, il intervient, en mai, au second "Contre-Grenelle de l'Environnement" (à l'invitation de La Décroissance et des Casseurs de pub). Il y dresse notamment un bilan critique de la campagne Bové 2007 et contribue au livre collectif "Contre le capitalisme vert", aux côtés de Paul Ariès, Vincent Cheynet et Philippe Corcuff.

### Presse Média Pétition tribune
Il participe au lancement du journal Siné Mensuel, aux côtés de Siné, Jiho, Faujour, Berth, Jean-Pierre Bouyxou, Raoul Vaneigem, Noël Godin et Étienne Liebig. Il y rédige des chroniques sur la crise grecque ainsi que des fiches-conseil humoristiques.
Il est sollicité pour parler de la situation en Grèce, souvent accompagné par le groupe de rébétiko Ta Limania Xena. Il fait paraître avec Raoul Vaneigem une tribune : La Grèce, berceau d'un autre monde, publiée en France dans Libération et en Grèce dans ΔΡΑΣΗ. Réjane Trémel, Samuel Wahl et Isabelle Sylvestre l'intègrent dans leur court-métrage Grèce générale. Il participe au lancement du Festival International du Film Grolandais de Toulouse, aux côtés de Jiho, Noël Godin et Jean-Pierre Bouyxou[réf. nécessaire].

### Cinéma documentaire
Avec sa fille Lisa, il traduit puis diffuse en Grèce le film de Jean-François Brient De la servitude moderne qu'il qualifie dans Le Monde libertaire de "meilleur documentaire résumant la situation globale contemporaine". Il intervient dans le film Dédale, un fil vers la démocratie, mais la diffusion est rapidement arrêtée lorsque Argyris Argyriadis, Kostas Charitakis et Yannis Youlountas, intervenants du film, refusent d’apparaître aux côtés de Étienne Chouard en raison des liens persistants de ce dernier avec des personnalités et des organisations qu'ils considèrent fascistes,.
Les circonstances de la mort de Clément Méric, quelques jours plus tard, viennent sceller les profonds désaccords entre les protagonistes sur le fascisme et l'antifascisme.
Sortie du film Ne vivons plus comme des esclaves tourné, monté et réalisé avec peu de moyens. La version grecque rassemble plus de 100 000 spectateurs en trois semaines dont plusieurs projections publiques gratuites sur des places d'Athènes et Thessalonique, une diffusion en prime-time sur ERT (la télévision publique grecque qui diffuse sur Internet depuis son interruption sans préavis le 11 juin 2013 par le gouvernement) et une mise en ligne gratuite sur Internet. Yannis et sa fille Lisa signent la chanson éponyme Na min zisoume san douli (Ne vivons plus comme des esclaves) interprétée par le groupe de rebetiko Ta Limania Xena et diffusée sur les radios alternatives grecques et françaises.
Il réalise le film Je lutte donc je suis en 2015, et une suite symbolique, L'amour et la Révolution, en 2018. Le film est à but non lucratif, et les bénéfices seront reversés à des initiatives solidaires autogérées en Grèce.

### Photographies
- Paroles de murs athéniens, Les Éditions Libertaires, 2012.  (ISBN 978-2-919568-15-4)
- Exarcheia la noire, au cœur de la Grèce qui résiste (textes de Yannis Youlountas, photographies de Maud Youlountas), Les Éditions Libertaires, 2013.  (ISBN 978-2-919568-43-7)

### Abécédaire
- Derrière les mots (couverture de Siné), Les Éditions Libertaires, 2011.  (ISBN 978-2-919568-10-9)

### Essais
- Comprendre le phénomène café-philo (collectif, coordonné par Yannis Youlountas, préface de Edgar Morin), La gouttière, 2000.  (ISBN 2-87060-095-X)
- Critique de la démoscopie : du débat démocratique confisqué par son propre spectacle, La gouttière, 2005.  (ISBN 978-2-915044-13-3)
- La mort des poètes : enquête sur une agonie qui contribue à nous aveugler, La gouttière, 2005.  (ISBN 2-915044-17-1)
- Pour une poésophie : du rapprochement nécessaire entre poésie et philosophie à la lumière de leur origine et des enjeux actuels de l’humanité (avec Gunter Gorhan), La gouttière, 2005.  (ISBN 978-2915044188)
- Un autre monde est en marche ! (collectif, avec José Bové, Raoul-Marc Jennar), Au diable Vauvert/Syllepse, 2007.  (ISBN 978-2-84626-141-8)
- Contre le capitalisme vert (collectif, avec Paul Ariès, Vincent Cheynet, Philippe Corcuff), Parangon 2009.  (ISBN 978-2-84190-194-4)
- Que la fête commence ! (collectif, avec John Holloway, Jean-François Brient, Noël Godin, Serge Quadruppani, Jean-Claude Besson-Girard, Alessandro di Giuseppe et Jiho), Les Éditions Libertaires, 2015.

### Poésies
- Poèmes insoumis suivi de De l’autre côté, Cercle des Poètes Tarnais, 2000.  (ISBN 2951589417)
- Revol vers, La gouttière, 2001.  (ISBN 2-9517340-1-8)
- Vers natures (collectif, coordonné par Yannis Youlountas), La gouttière, 2001.  (ISBN 978-2-9517340-0-5)
- Le voyage des mots (collectif, coordonné par Yannis Youlountas), La gouttière, 2003.  (ISBN 2-915044-02-3)
- Paillardises suivi de Psychanalectrice, La gouttière, 2004.  (ISBN 978-2-915044-04-1)
- Douze nuits au sérail suivi de Harem à rimes (postface de Jacques Durbec), La gouttière, 2004.  (ISBN 2-915044-08-2)
- Poèmes ignobles (couverture de Berth, préface de Noël Godin), Les Éditions Libertaires, 2013.  (ISBN 978-2-919568-41-3)

### Scénarios de bandes-dessinées
- La philo, ça sert à quoi ? petit manuel à l’attention de ceux qui n’y connaissent rien ou s’en moquent (préface de Gunter Gorhan, avec le dessinateur Patrick Chérais), La gouttière, 2002.  (ISBN 978-2951734067)
- La poésie, ça sert à quoi ? petit manuel à l’attention de ceux qui n’y connaissent rien ou s’en moquent (préface de Gérard Vergnes, avec le dessinateur Patrick Chérais), La gouttière, 2005.  (ISBN 978-2-915044-12-6)

### Roman
- Les Lèvres d’Athènes, La gouttière, 2008.  (ISBN 2-915044-26-0)

### Anthologies
- Echo délivrés (CD avec le chanteur Jacques Durbec), La gouttière, 2002.
- Rebellion and revolt (anthologie trilingue : français-grec-anglais), La gouttière, 2002.  (ISBN 2-9517340-5-0)
- Qu’est-ce que l’homme ? (avec le photographe Vincent Lucas), La gouttière, 2006.  (ISBN 2-915044-19-8)
- Odyssées (documents et manuscrits), La gouttière, 2007.

## Filmographie

### Long-métrage
- Ne vivons plus comme des esclaves (89 min), 2013.
- Je lutte donc je suis[24] (version cinéma 88 min, version longue 105 min), 2015.
- L'Amour et la Révolution, 2018.
- Nous n'avons pas peur des ruines, 2024.

### Courts-métrages
- Grèce : de la damnation à l'insurrection (8 min, avec Tassos Christopoulos), 2011.
- Super mâché (3 min, avec Maud Youlountas et Cyril Gontier), 2012.
- Grèce générale (11 min, de Samuel Whal et Réjane Trémel, avec la participation de Yannis Youlountas, Raoul Vaneigem, Stathis Kouvélakis, Serge Pey, Lisa Youlountas, Isabelle Sylvestre et Pascal Colrat), 2012.
- Coup double ! (7 min, avec Maud Youlountas), 2012.